# Slavhandeln på Balkan

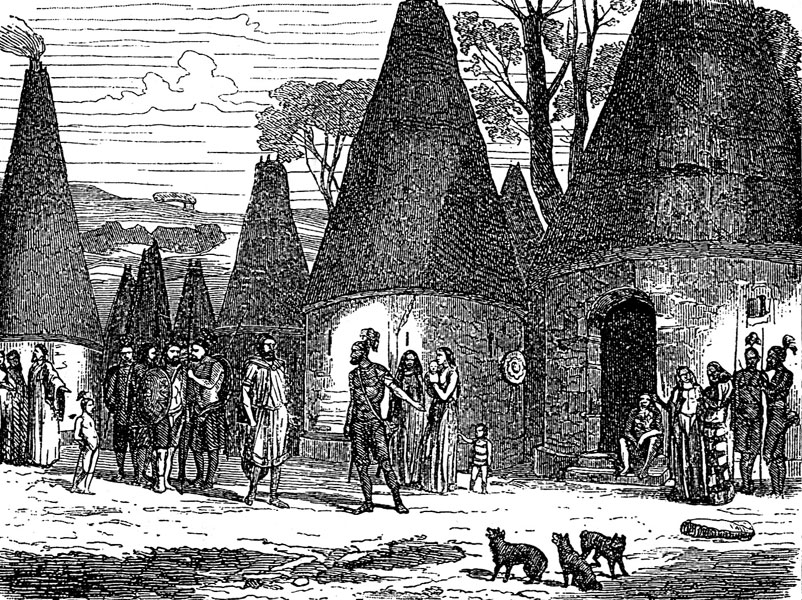
Illustration av Sclaveni

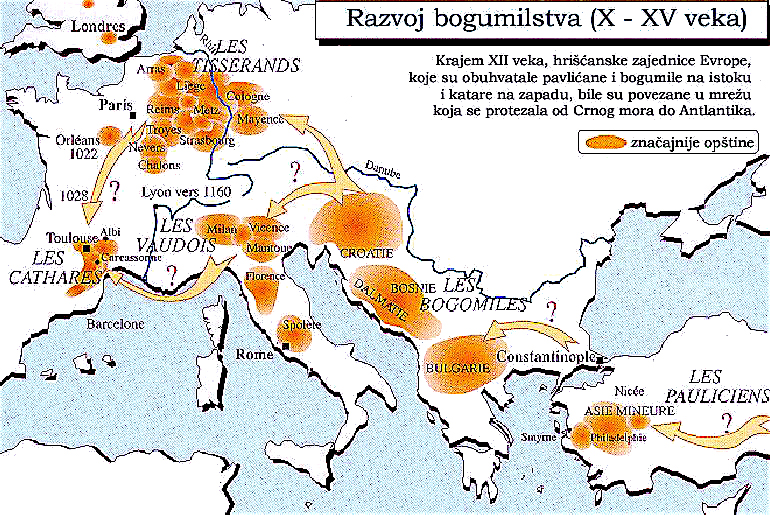
Bogomilismens utbredning från 900-talet till 1400-talet.

Slavhandeln på Balkan syftar på den separata slavhandel som ägde rum på Balkanhalvön med balkanska slavar genom venetianska slavhandlare via Adriatiska havet och Egeiska havet till Medelhavsvärlden mellan 600-talet och 1400-talet. 
Denna byggde till stor del på det faktum att Balkanhalvön under flera sekel var ett religiöst gränsland mellan katolsk och ortodox kristendom, och fokuserade mot slutet starkt på slavhandel med bogomiler från Bosnien. Slavar köptes av venetianska slavhandlare på Adriatiska havet och såldes sedan via Egeiska havet vidare till Spanien, den islamiska världen - främst mamlukernas Egypten - och till Italien. 
Slavhandeln på Balkan upphörde som självständig handel under den osmanska erövringen på 1400-talet och slavhandeln i området uppgick sedan i den osmanska slavhandeln. 

## Historik

### Bakgrund
Fram till 500-och 600-talet var Balkanhalvön under Bysantinska riket, men splittrades sedan genom en massinvandring av slaver, avarer och andra folkslag. Dessa skapade inga fast sammanhållna stater med centralmakt, vilket gjorde situationen permanent politiskt splittrad. Slaver och andra folkslag utförde ständigt krigsräder mot varandra, under vilka de tillfångatog krigsfångar. 
Eftersom det inte fanns någon centraliserad myndighet som kunde förhandla om deras lösen, blev dessa krigsfångar ofta sålda som slavar till venetianska köpmän vid kusten till Adriatiska havet. Venetianska slavhandlare sålde dessa slavar vidare till Bysantinska riket och den islamiska världen. Den venetianska slavhandeln med Balkan hade på 1000-talet bidragit till Venedigs blomstring som handelsmakt.
Efter digerdöden började slaveriet, som då var utdöd i Västeuropa, återigen börja tillämpas i Spanien och Italien.  
I det kristna Europa förbjöds kristna att sälja andra kristna som slavar. Det innebar att slavhandeln med Balkan påverkades när halvön övergick till kristendomen mellan 800-talet och 1000-talet. Under 1100-talet spreds emellertid bogomilernas kristna trosriktning över Balkanhalvön; denna betraktades som kättersk av katolska kyrkan, som jämförde bogomilerna med Patarinerna i Norditalien och albigenserna i Sydfrankrike, vilket innebar att bogomilerna inte definierades som riktiga kristna och därför betraktades som legitima att tas som slavar.

### Marknad
I Italien kallades bogomilerna för paterina eller pagana. De balkanska slavar som såldes av italienarna uppges ha varit albaner, bosnier, serber, slaver, bulgarer, valaker eller rutener. 
I Arabvärlden kallades balkanslavarna för rumi. Slavhandeln på Balkan utgjorde tillsammans med slavhandeln på Svarta havet en källa för mamluker-slavarna till mamlukernas sultanat i Egypten. Mamluksultanen Sayf ad-Din Khushqadam (r 1461-1467) var till exempel ursprungligen rumi. Påven Innocentius IV kritiserade under mitten av 1200-talet italienska slavhandlares export av bulgariska, grekiska och rutenska slavar till saracenerna i Jerusalem.

### Slavrutter
Slavhandeln på Balkan var separat från slavhandeln på Svarta havet med dess centra på genuesiska Kaffa och venetianska Tana. Balkanslavarna såldes aldrig via östra Balkanhalvön utan genom hamnarna längs Adriatiska havet; främst Ragusa (Dubrovnik), där venetianska köpmän inhandlade slavar för att sälja dem vidare via Egeiska havet. 
Albanska barn kallade anime såldes till Venedig via Durazzo (Durres); eftersom de inte var bogomiler, kallades de dock inte slavar utan livegna barnarbetare som formellt skulle arbeta under kontrakt.
På Egeiska havet var genuesiska Chios och venetianska Kandia på Kreta centrum för slavhandeln från Balkan vidare till Spanien eller Egypten.  
Slavar kom också direkt till baserna i Egeiska havet under striderna mellan de latinska korsriddarstaterna, Bysans och turkarna. De osmanska turkarna sålde grekiska och bulgariska krigsfångar till de italienska slavhandlarna i Kandia på Kreta under de osmanska erövringarna av Balkan under medeltiden.

### Upphörande
Slavhandeln på Balkan upphörde under 1400-talet när Osmanska riket erövrade Balkanhalvön och övertog slavhandeln själva.  Balkanhandeln inkorporerades sedan i den osmanska slavhandeln, som även omfattade slavhandeln på Svarta havet.